# Warrior (chanson de Nina Sublatti)
Pour les articles homonymes, voir Warrior.
Warrior (« Guerrière » en français) est une chanson de la chanteuse-compositrice géorgienne Nina Sublatti. La chanson représente la Géorgie dans le Concours Eurovision de la chanson 2015 à Vienne, en Autriche.

## Clip vidéo
Le 11 mars 2015, le clip vidéo officiel dirigé par David Gogokhia est mis en ligne. Dans le clip, la version finale du titre est présentée. Cinq autres femmes apparaissent également dans le clip, Nina Potskhishvili (modèle pour Look Models), Mariam Sanogo (modèle pour Geomodels Agency), Keta Gavasheli, Lina Tsiklauri et Dea Aptsiauri.

## Liste des titres
- Téléchargement numérique[3]

1. "Warrior" – 3:02

## Classement
| Classement (2015)           | Meilleure position |
| --------------------------- | ------------------ |
| Austria (Ö3 Austria Top 40) | 73                 |
| Iceland (Tonlist)           | 44                 |
| Turkey (Number One Top 100) | 2                  |